# 마천청소년센터
마천청소년센터는 대한민국 서울특별시 송파구 마천동에 위치한 청소년수련시설이다.

## 설립목적
마천청소년센터는 송파구가 건립하고 (재)행복함께나누는재단에서 위탁·운영하는 기관으로 건강한 삶을 영위해야 할 청소년들이 심각한 갈등과 상처로 도전 받고 있는 현실을 인식하여 보다 적극적이고 현실적이며 조직적으로 청소년복지를 구현하고, 청소년문화 창출, 청소년보호를 위한 활동사업을 하고자 한다.

## 직원현황
정원대비 현원이 적음. 인력충원을 위해 지속적으로 노력하고 있긴 하다.
(2021년 8월 기준)
| 구 분    | 관장 | 부장 | 청소년활동팀 | 교육문화팀 | 업무지원팀 | 총 계 |
| 인원(명) | 1    | 1    | 3            | 3          | 6          | 14    |

## 시설현황
| 층 별   | 면 적(m2) | 공 간 배 치                                                 |
| 계      | 2,147.9   |                                                             |
| 5층     | 343.44    | 관장실, 강당                                                |
| 4층     | 343.44    | 소나무언덕 3호 작은도서관                                   |
| 3층     | 343.44    | 프로그램실(301~305), 상담실, 동아리실, 도담도담실           |
| 2층     | 343.44    | 프로그램실(201~206), 음악실, 다목적실, 동아리실             |
| 1층     | 294.84    | 안내데스크, 사무실, 드림스타트                              |
| 지하1층 | 479.34    | 지하주차장(전체8면, 장애인구차구역1면 포함), 기계실, 전기실 |

## 운영실적
(2019년도 공개자료 기준)
| 구분             | 합 계   | 교육 문화사업 | 생활 체육사업 | 고유 목적사업 | 상담사업 | 기타    | 비고 |
| 계               | 222,164 | 81,371        | 5,353         | 16,411        | 421      | 118,608 |      |
| 청소년           | 192,720 | 79,946        | 2,239         | 15,819        | 358      | 72,371  |      |
| 기타 (유아&성인) | 58,571  | 1,425         | 3,114         | 592           | 63       | 46,237  |      |

## 연혁
- 2020년 10월 : 서울시청소년자원봉사 터전 여성가족부 장관상 수상
- 2019년 12월 : 지도자 및 주민편의시설 겸 특화프로그램실인 "도담도담"실 개소
- 2019년 12월 : 구립청소년시설인센티브 평가 자유학기분야 최우수상 수상
- 2019년 5월: 청소년의 달 여성가족부 장관 표창(지도자)
- 2018년 12월: 구립청소년시설인센티브 평가 청소년복지활동분야 최우수상 수상
- 2018년 12월: 여성가족부 청소년활동 공모사업 청소년활동분야 최우수상(하늘꿈 프로젝트) 수상
- 2018년 12월: 청소년자원봉사우수터전 선정
- 2018년 12월: 청소년자기도전포상제 금장 1명, 은장 3명, 동장 9명 배출
- 2017년 12월: 여성가족부 주최 청소년수련관 종합평가 “적정”
- 2016년 12월: 여성가족부 청소년체험활동공모사업 운영 최우수기관 선정
- 2015년 12월: 여성가족부 청소년수련시설 종합평가 최우수시설 선정
- 2015년 12월: 여성가족부 청소년자원봉사 최우수 터전 선정
- 2014년 12월: 여성가족부 청소년체험활동공모사업 운영 우수기관 선정
- 2014년 11월: 서울시교육감지정 ‘서울학생배움터’ 선정
- 2013년 12월: 송파구 청소년복지기여상 수상
- 2013년 10월: 구립 마천청소년수련관 위탁운영법인 변경 “(재)행복함께나누는재단 보관됨 2018-04-16 - 웨이백 머신”
- 2012년 12월: 여성가족부 주최 청소년수련관 종합평가 “우수시설”선정
- 2012년 2월: 청소년자원봉사 최우수터전 여성가족부장관상 수상
- 2009년 2월: 『청소년수련관 종합평가 우수시설』 선정
- 2006년 1월: 『청소년 방과후 아카데미』 최우수시설 선정
- 2003년 5월: 청소년운영위원회 『W · O · B · Y』 결성
- 2000년 11월: 『구립 마천청소년수련관』으로 명칭 변경
- 2000년 2월: 『송파구청소년유해환경감시단』 운영 (경찰, 청소년, 감시단원)
- 1992년 2월: 『마천야학』 운영
- 1998년 1월: 『서울시 송파구 청소년 상담실』 개설
- 1997년 11월: 『송파구 마천(청소년)회관』 개관

## 대외수상현황
| 수상일자    | 훈격                         | 평가명칭                                                         | 수상내역   | 주관                     |
| 2021.12.15. | 서울시의회 의장상            | 2021년도 우수청소년센터 표창                                     | 표창장     | 서울시청소년시설협회     |
| 2021.12.30. | 서울시청소년시설협회장상     | 2021 구립청소년시설 우수프로그램 청소년지역사회참여활동분야 부문 | 최우수기관 | 서울시청소년시설협회     |
| 2020.12.19. | 서울시청소년시설협회장상     | 2020 구립청소년시설 우수프로그램 청소년지역사회참여활동분야 부문 | 최우수기관 | 서울시청소년시설협회     |
| 2020.11.21. | 여성가족부장관상             | 2020년 청소년자원봉사 최우수터전                                 | 최우수터전 | 서울시청소년활동진흥센터 |
| 2019.12.12. | 서울시청소년시설협회장상     | 청소년자유학기제지원사업분야 최우수기관                          | 표창장     | 서울시청소년시설협회     |
| 2019.12.11. | K2                           | K2스쿨핑 감사패                                                  | 감사패     | K2                       |
| 2019.11.16. | 서울시청소년활동진흥센터장상 | 2019년 청소년자원봉사 우수터전                                   | 우수터전   | 서울시청소년활동진흥센터 |
| 2018.12.19. | 서울시청소년시설협회장상     | 2018 구립청소년시설 우수프로그램 평가 청소년복지활동 부문        | 최우수기관 | 서울시청소년시설협회     |
| 2018.12.17. | 여성가족부장관상             | 2018 청소년프로그램공모사업 최우수상                             | 최우수상   | 여성가족부               |
| 2018.12.5.  | 오금중학교장상               | 학교연계사업 유관기관 감사장                                     | 감사장     | 오금중학교               |
| 2018.11.17. | 한국청소년활동진흥원장상     | 2018년 청소년자원봉사 우수터전                                   | 우수터전   | 한국청소년활동진흥원     |

## 트리비아
- 2019년 11월경 서울시내 청소년시설의 명칭(청소년수련관, 청소년문화의집)을 수련관에서 센터로 변경하는 안이 승인되었고, 2019년 12월 "마천청소년수련관"에서 "마천청소년센터"로 명칭이 바뀜
- 서울시에서는 3번째로 작은 청소년수련시설(수련관형)에 속함
- 송파구에 위치하고 있으나, 마천이라는 지역자체가 생소하여 인지도가 매우 낮은편